# سالي والتون
سالي والتون (بالإنجليزية: Sally Walton) (10 يونيو 1981 في المملكة المتحدة - ) هي لاعب هوكي الحقل ولاعبة كرة قدم بريطانية في مركز الظهير، شاركت في الألعاب الأولمبية الصيفية 2012. ولعبت مع أستون فيلا.

## وصلات خارجية
- سالي والتون على موقع الاتحاد الدولي للهوكي (الإنجليزية)
- سالي والتون على موقع اللجنة الأولمبية الدولية (الإنجليزية)
- سالي والتون على موقع أوليمبيديا (الإنجليزية)
- سالي والتون على موقع اللجنة الأولمبية البريطانية (الإنجليزية)
- سالي والتون على موقع اتحاد ألعاب الكومنولث (مؤرشف) (الإنجليزية)